# Bjørgvin Stift
Bjørgvin bispedømme er et af Norges fem oprindelige stifter. Bispesædet blev oprettet på Selje i 1000-tallet og flyttet til Bergen i 1170. Stiftet omfatter i dag Sogn og Fjordane og Hordaland-fylkerne, efter at Sunmøre blev en del af det nye Møre Stift i 1983.

## Bisperækken

### Før reformationen
- Bjarnvard från 1067, biskop af Selja
- Svein, biskop af Selja
- Magne (1115), (1128), biskop af Selja
- Ottar Islänning (1135), biskop af Selja
- Pål 1156/57-1160, biskop af Selja
- Nikolas Petersson i Sogn 1160-1194, biskop af Selja, biskop af Bergen fra 1170
- Martin 1194-1216
- Håvard 1217-1224
- Arne 1226-1256
- Peter 1257-1270
- Askatin 1270-1277
- Narve 1278-1304
- Arne Sigurdsson 1305-1314
- Audfinn Sigurdsson 1314-1330
- Johannes 1336
- Håkon Erlingsson 1332-1342
- Torstein Eiriksson 1343-1349
- Gisbrikt Erlendsson 1349-1369
- Benedikt Ringstad 1370-1371
- Jakob Jensson 1372-1401
- Jakob Knutsson 1401-1407
- Aslak Hartviktsson Bolt 1408-1428, ærkebiskop i Nidaros fra 1428
- Arendt Klementssøn 1430/31-1434, ærkebiskop i Uppsala 1433-1434 (ikke biskopsviet)
- Olav Nilsson 1434-1436
- Olav Hartviktson 1438/40-1448
- Thorleiv Olavsson 1450-1455
- Paulus Justiniani 1457-1460
- Finnboge Niklasson 1461-1474
- Hans Teiste 1474-1506
- Andor Ketilsson 1507-1522
- Olav Thorkelsson 1524-1535

### Efter reformationen
- Geble Pederssøn 1537-1557
- Jens Pedersen Skjelderup 1557-1582
- Anders Foss 1583-1607
- Anders Mikkelsen Kolding 1607-1615
- Niels Paaske 1616-1636
- Ludvig Hanssøn Munthe 1636-1649
- Jens Pedersen Skjelderup 1649-1665
- Niels Enevoldsen Randulf 1665-1711
- Niels Pederssøn Smed 1711-1716
- Clemens Schmidt 1716-1723
- Marcus Müller 1723-1731
- Oluf Cosmussen Bornemann 1731-1747
- Erik Pontoppidan d.y. 1748-1755
- Ole Tidemand 1755-1762
- Frederik Arentz 1762-1774
- Eiler Hagerup d.y. 1774-1778
- Søren Friedlieb 1778-1779
- Ole Irgens 1779-1804
- Johan Nordahl Brun 1804-1816
- Claus Pavels 1817-1822
- Jacob Neumann 1822-1848
- Peder Christian Hersleb Kjerschow 1848-1857
- Jens Mathias Pram Kaurin 1858-1863
- Peder Hersleb Graah Birkeland 1864-1880
- Fredrik Waldemar Hvoslef 1881-1898
- Johan Willoch Erichsen 1899-1916
- Peter Hognestad 1916-1931
- Andreas Fleischer 1931-1948
- Ragnvald Indrebø 1948-1961
- Per Juvkvam 1961-1977
- Thor With 1977-1987
- Per Lønning 1987-1994
- Ole Danbolt Hagesæther 1994-2008
- Halvor Nordhaug 2009-

Forhenværende statsråd Jakob Liv Rosted Sverdrup blev i 1898 udnævnt til biskop, men på grund af sygdom kunde han ikke tage imod embedet. Han døde kort tid efter.